# Liste de jeux Le Seigneur des anneaux
Cette liste regroupe différents jeux ayant pour sujet Le Seigneur des anneaux, ou l'univers créé par J. R. R. Tolkien de façon générale.

## Jeux de cartes à collectionner
- 1995 : Le Seigneur des anneaux : les sorciers, Iron Crown Enterprises ; Tiré du roman et de Le Hobbit.
- 2001 : Le Seigneur des anneaux : jeu de cartes à collectionner, Decipher, Inc. ; Tiré du roman et des films de Peter Jackson.
- 2011 : Le Seigneur des anneaux : Jeu de cartes évolutif, Fantasy Flight Games ; Tiré du roman.
- 2023 : Le Seigneur des Anneaux : chroniques de la Terre du Milieu, Wizards of the Coast ; Extension de Magic: L'Assemblée tirée du roman.

## Jeux de figurines
- 2001 : Le Seigneur des anneaux, Games Workshop ; Jeu de figurines (25 mm) tiré des films de Peter Jackson.
- 2005 : Battle of Five Armies, Games Workshop ; Jeu de figurines (6 mm) tiré du livre Le Hobbit.

## Jeux de société
- jeu de guerre
  - 1977 : War of the Ring, Simulation Productions (en).

De nombreux jeux de société ont été édités à l'occasion de la sortie des films de Peter Jackson du Seigneur des anneaux.
- Pour deux joueurs :
  - 2000 : Le Seigneur des anneaux : la Confrontation, Reiner Knizia, Kosmos / Tilsit.
  - 2001 : Le Seigneur des anneaux : la Quête, Peter Neugebauer, Kosmos / Tilsit.
  - 2001 : Le Seigneur des anneaux : le Duel, Peter Neugebauer, Kosmos / Tilsit.
  - 2024 : Le Seigneur des anneaux : Duel pour la Terre du Milieu, Antoine Bauza et Bruno Cathala, Repos Production.
- Pour deux joueurs ou plus :
  - 2001 : Le Seigneur des anneaux : la Compagnie, Reiner Knizia, Ravensburger ; Format jeu de cartes.
  - 2002 : Le Seigneur des anneaux : les Deux Tours, Reiner Knizia, Ravensburger ; Format jeu de cartes.
  - 2001 : Le Seigneur des anneaux ; Reiner Knizia, Kosmos / Hasbro / Tilsit ; Jeu de coopération.
  - 2004 : La Guerre de l'Anneau, Francesco Nepitello, Marco Maggi et Roberto Di Meglio, Tilsit (puis Asmodée).
  - 2009 : La Quête des Terres du Milieu, Christian T. Petersen et Corey Konieczka, Edge Entertainment.
  - 2017 : La Traque de l'Anneau, Marco Maggi, Gabrielle Mari et Francesco Nepitello, Nuts Publishing.
  - 2019 : Le Seigneur des Anneaux - Voyages en Terre du Milieu, FFG, collaboratif 1 à 5 joueurs.
- Connaissances :
  - 2003 : Le Seigneur des Anneaux : Action Quiz, Christian Petersen, Tilsit.
- Adaptations de jeux « classiques » :
  - 2002 : Risk - Le Seigneur des Anneaux, Stephen Baker, Hasbro.
  - 2003 : Labyrinthe - Lord of the Rings, Max J. Kobbert, Ravensburger.
  - 2004 : Monopoly - Le Seigneur des Anneaux, Parker.
- Pour les jeunes joueurs :
  - 2001 : Bilbo le hobbit, Michael Stern et Keith Meyers, Tilsit Kids.

## Jeux de rôle
- 1984 : Jeu de rôle des Terres du Milieu (JRTM / MERP), Iron Crown Enterprises, traduction française chez Hexagonal en 1986.
- 2002 : Jeu de rôle du Seigneur des Anneaux, Decipher, Inc., traduction française chez Hexagonal en 2002.
- 2011 : L'Anneau unique, Cubicle 7, traduction française chez Edge Studio en 2012.
- 2016 : Adventures in Middle-earth, Cubicle 7, 2017, traduction française chez Edge Studio en 2018.
- 2021 : L'Anneau unique, deuxième édition, Free League Publishing, 2021, traduction française chez Edge Studio en 2022.

## Jeux vidéo
| Date | Titre                                                                                         | Type                               | Développeur                                              | Éditeur                                                      | Plates-formes                                                 |
| ---- | --------------------------------------------------------------------------------------------- | ---------------------------------- | -------------------------------------------------------- | ------------------------------------------------------------ | ------------------------------------------------------------- |
| 1976 | Moria                                                                                         | dungeon crawler                    | Kevet Duncombe Jim Battin                                | —                                                            | PLATO                                                         |
| 1982 | The Hobbit                                                                                    | Fiction interactive                | Beam Software                                            | Melbourne House                                              | Multiplate-forme                                              |
| 1983 | The Lord of the Rings: Journey to Rivendell                                                   | Jeu de plates-formes               | Parker Brothers                                          | Parker Brothers                                              | Atari 2600                                                    |
| 1983 | Moria                                                                                         | Rogue-like                         | Robert Alan Koeneke & Jimmey Wayne Todd                  | —                                                            | Multiplate-forme                                              |
| 1985 | Lord of the Rings: Game One                                                                   | Fiction interactive                | Beam Software                                            | Melbourne House                                              | Multiplate-forme                                              |
| 1987 | Shadows of Mordor                                                                             | Fiction interactive                | Beam Software                                            | Melbourne House                                              | Multiplate-forme                                              |
| 1988 | J. R. R. Tolkien's War in Middle Earth                                                        | Stratégie en temps réel            | Beam Software                                            | Melbourne House                                              | Multiplate-forme                                              |
| 1989 | The Crack Of Doom                                                                             | Fiction Interactive                | Beam Software                                            | Addison-Wesley Publishing Company                            | Multiplate-forme                                              |
| 1990 | Angband                                                                                       | Rogue-like                         | Angband Development Team                                 | —                                                            | Multiplate-forme                                              |
| 1990 | J.R.R. Tolkien's The Lord of the Rings, Vol. I                                                | Jeu de rôle                        | Interplay Entertainment                                  | Interplay Entertainment                                      | IBM PC, Amiga,SNES                                            |
| 1991 | J. R. R. Tolkien's Riders of Rohan                                                            | Jeu de stratégie                   | Beam Software                                            | Konami, Mirrorsoft                                           | MS-DOS                                                        |
| 1992 | MUME                                                                                          | MUD                                | Cryhavoc, Eru, Manwe et Nada                             | —                                                            | Multiplate-forme                                              |
| 1992 | J. R. R. Tolkien's The Lord of the Rings, Vol. II: The Two Towers                             | Jeu de rôle                        | Interplay Entertainment                                  | Interplay Entertainment                                      | DOS, FM Towns, PC-98                                          |
| 1998 | ToME                                                                                          | Rogue-like                         | DarkGod                                                  | —                                                            | Multiplate-forme                                              |
| 2002 | Le Seigneur des anneaux : La Communauté de l'anneau                                           | Action-aventure                    | Pocket Studios / The Whole Experience / Surreal Software | Black Label Games / Vivendi Universal / Sierra Entertainment | Windows, PS2, Xbox, GBA                                       |
| 2002 | Le Seigneur des anneaux : Les Deux Tours                                                      | Action                             | Stormfront Studios / Griptonite Games                    | Electronic Arts                                              | GameCube, PS2, Xbox, GBA                                      |
| 2003 | Bilbo le Hobbit                                                                               | Aventure                           | Inevitable Entertainment                                 | Vivendi Universal                                            | Windows, GameCube, PS2, Xbox, GBA                             |
| 2003 | Le Seigneur des anneaux : La Guerre de l'anneau                                               | Stratégie en temps réel            | Liquid Entertainment                                     | Sierra Entertainment                                         | Windows                                                       |
| 2003 | Le Seigneur des anneaux : Le Retour du roi                                                    | Beat them all                      | EA Redwood Shores                                        | Electronic Arts                                              | Windows, Mac OS, GameCube, PS2, Xbox, GBA                     |
| 2004 | Le Seigneur des anneaux : La Bataille pour la Terre du Milieu                                 | Stratégie en temps réel            | EA Los Angeles                                           | Electronic Arts                                              | Windows                                                       |
| 2004 | Le Seigneur des anneaux : Le Tiers-Âge                                                        | Jeu de rôle / jeu de rôle tactique | EA Redwood Shores                                        | Electronic Arts                                              | GameCube, PS2, Xbox, GBA                                      |
| 2005 | Le Seigneur des anneaux : Tactics                                                             | Jeu de rôle tactique               | Electronic Arts                                          | Electronic Arts                                              | PSP                                                           |
| 2006 | Le Seigneur des anneaux : La Bataille pour la Terre du Milieu II                              | Stratégie en temps réel            | EA Los Angeles                                           | Electronic Arts                                              | Windows, Xbox 360                                             |
| 2006 | Le Seigneur des anneaux : La Bataille pour la Terre du Milieu II - L'Avènement du Roi-Sorcier | Stratégie en temps réel            | EA Los Angeles, BreakAway Games                          | Electronic Arts                                              | Windows                                                       |
| 2007 | Le Seigneur des anneaux online                                                                | MMORPG                             | Turbine                                                  | Turbine, Midway Games                                        | Windows, Mac OS                                               |
| 2009 | Le Seigneur des anneaux : L'Âge des conquêtes                                                 | Action                             | Pandemic Studios                                         | Electronic Arts                                              | Windows, PS3, Xbox 360, DS                                    |
| 2010 | Le Seigneur des anneaux : La Quête d'Aragorn                                                  | Action-aventure                    | TT Fusion / Headstrong Games                             | Warner Bros. Interactive Entertainment                       | PS2, PS3, PSP, Wii, DS                                        |
| 2011 | Le Seigneur des anneaux : La Guerre du Nord                                                   | Action / jeu de rôle               | Snowblind Studios                                        | WB Games                                                     | Windows, PS3, Xbox 360, OnLive                                |
| 2012 | Lego Le Seigneur des anneaux                                                                  | Action-aventure                    | TT Games                                                 | WB Games                                                     | Windows, PS3, Xbox 360, DS, 3DS, Wii, PSVita                  |
| 2012 | Gardiens de la Terre du Milieu                                                                | MOBA                               | Monolith Productions                                     | WB Games                                                     | PlayStation Network, Xbox Live Arcade                         |
| 2014 | Lego Le Hobbit                                                                                | Action-aventure                    | TT Games                                                 | WB Games                                                     | Windows, Mac OS, PS4, Xbox One, PS3, Xbox 360, DS, 3DS, Wii U |
| 2014 | La Terre du Milieu : L'Ombre du Mordor                                                        | Action-aventure                    | Monolith Productions                                     | WB Games                                                     | Windows, PS4, Xbox One, PS3, Xbox 360, MacOS, Linux           |
| 2017 | La Terre du Milieu : L'Ombre de la guerre                                                     | Action-aventure                    | Monolith Productions                                     | WB Games                                                     | Windows, PS4, Xbox One                                        |
| 2021 | Le Seigneur des Anneaux : Appel aux Armes                                                     | Stratégie en temps réel            | NetEase                                                  | Warner Bros. Interactive Entertainment                       | Ios, Android                                                  |
| 2023 | Le Seigneur des anneaux : Gollum                                                              | Infiltration                       | Daedalic Entertainment                                   | Daedalic Entertainment                                       | Windows, PS4, PS5, Xbox One, Xbox Series, Nintendo Switch     |
| 2023 | Le Seigneur des anneaux: Return to Moria                                                      | Survie                             | Free Range Games                                         | North Beach Games                                            | Windows, PS5, Xbox Series                                     |